# Aloeides egerides
Aloeides egerides е вид насекомо от семейство Синевки (Lycaenidae). Видът е незастрашен от изчезване.

## Разпространение
Разпространен е в Южна Африка (Западен Кейп).

## Описание
Популацията им е стабилна.